# Ноћ Сан Хуана
Ноћ Сан Хуана или Ватре Сан Хуана (шп. Noche de San Juan o Fuegos de San Juan) је типична прослава у Шпанији која се слави у ноћи 23. на 24. јуни. У овој ноћи се прославља долазак лета и најкраћа ноћ у години. Обичај је да се у тој ноћи праве логорске ватре, бацају петарде и праве ватромети.
Некада су се ватре правиле од старог намештаја - био је обичај да се на тај дан износе напоље комади старог намештаја и да се пале, као симбол ослобођења и пречишћавања. Данас се ватре пале углавном на за то одређеним местима и где је то општина града или места одредила, ради лакше контроле у случају пожара. У приморским местима људи се окупљају на плажама и тамо проводе целу ноћ, уз пиће, музику и незаобилазне петарде и ватромет. Типична посластица која се дегустира за овај дан се зове кока (шп. coca), слатко танко бисквитно тесто са најразличитијим надевима - ушећереним воћем, желеом, печеним бадемима или лешницима.
Од посебног значаја је Ноћ Сан Хуана у Аликантеу, где је ова прослава уједно и прослава свеца заштитника града, Светог Јована Крститеља, и проглашена је за прославу од међународног туристичког значаја. У Аликантеу, уместо старог намештаја, пале се "нинотс“ — велике лутке које су права уметничка дела. Многи уметници проведу више месеци у стварању ових скулптура од материјала који су погодни за паљење - дрвета, папира и картона.

## Ноћ Сан Хуана у Аликантеу
До 1928. године, Аликанте је славио Дан Сан Хуана на исти начин као и било који други део Шпаније - људи су излазили ван града, јели у природи, палили намештај и правили ватре, играли и певали и веселили се целу ноћ уз петарде и ватромет. Међутим, од 1928. године, Аликанте слави овај празник више дана на веома сличан начин како се славе Фаљас у Валенсији, где се пале огромне скулптуре од картона и папира у чијој је конструкцији учествовало на стотине људи током више месеци.
У мају се бира краљица феште, такозвана Лепотица ватре (кат. Bellesa del Foc). Славље званично почиње 20. јуна, постављањем папирнатих скулптура на улице Аликантеа. Такође се постављају и „тезге“ на којима се могу дегустирати типично јело - кока са туњевином и бревас, емпанаде од туњевине, лука и пињола. Следећег дана, 21. јуна, улицама дефилују музички оркестри и комисије сваке градске четврти, са својим лепотицама представницама и дамама пратиљама које су обучене у традиционалне народне ношње. Следећег дана, 22. јуна, приноси се цвеће као понуда заштитници града, Вирхен дел Ремедио, а 23. јуна се организује међународни фолклорни дефиле у коме учествују играчке групе из целог света. Сваког дана, у два сата поподне, од 20. до 24. јуна, организују се пиротехнички спектакли на главном тргу Лусеро, такозване масклетас (кат. mascletás), где петарде и ватромети производе заглушујућа буку. И на крају, у 12 сати у поноћ 23. на 24. јуни, долази врхунац прославе — паљење (кат. cremá). Након великог ватромета, пале се лутке, распоређене по целом граду, а људи играју и певају и практично сва четири дана проводе на улици. Пошто лутке горе једно време, онда ватрогасци гасе ватру бацајући воду на њих, и тај моменат се зове купање (кат. banyá).
Међутим, славље се не завршава, већ 25. јуна се сели на плажу Постигет и траје до 29. јуна, где се одржавају такмичења у ватромету, док се у Старом граду поставља средњовековна пијаца.